# Podul (film din 1959)
Podul (titlul original: în germană Die Brücke) este un film dramatic anti-război german, realizat în 1959 de regizorul Bernhard Wicki, după romanul autobiografic omonim al scriitorului Gregor Dorfmeister, protagoniști fiind actorii Folker Bohnet, Fritz Wepper, Michael Hinz, Frank Glaubrecht.
Filmul a primit mai multe premii internaționale, printre care Premiul Globul de Aur pentru cel mai bun film într-o limbă străină și National Board of Review Award pentru cel mai bun film într-o limbă străină, de asemenea o nominalizare la Oscar pentru cel mai bun film străin.

## Conținut
Al Doilea Război Mondial, 1945. Un grup de băieți germani, care până atunci au urmărit războiul de acasă, deoarece nu erau suficient de maturi pentru a se înrola, sunt în sfârșit înrolați ca să apere un pod care duce spre micul orășel în care locuiesc. Considerat de comandamentul german ca fiind de importanță strategică „0”, sunt înarmați și entuziaști de misiunea „nobilă” primită. Datoria și onoarea sunt puse sub semnul întrebării atunci când singurul adult responsabil pentru ei, îi părăsește cu o seară înainte de sosirea trupelor americane...

## Distribuție
- Folker Bohnet – Hans Scholten
- Fritz Wepper – Albert Mutz
- Michael Hinz – Walter Forst
- Frank Glaubrecht – Jürgen Borchert
- Karl Michael Balzer – Karl Horber
- Volker Lechtenbrink – Klaus Hager
- Günter Hoffmann – Sigi Bernhard
- Cordula Trantow – Franziska
- Wolfgang Stumpf – profesorul Stern
- Günter Pfitzmann – subofițerul Heilmann
- Heinz Spitzner – căpitanul Fröhlich
- Siegfried Schürenberg – locotenent-colonel Bütov
- Edith Schultze-Westrum – doamna Bernhard
- Ruth Hausmeister – doamna Mutz
- Eva Vaitl – doamna Borchert
- Hans Elwenspoek – Ortsgruppenleiter (șeful de grup local) Forst
- Trude Breitschopf – doamna Forst
- Klaus Hellmold – domnul Horber
- Edeltraut Elsner – Barbara
- Inge Benz – profesoara de sport Sigrun
- Hans Oettl – polițistul Wollschläger
- Georg Lehn – plutonierul grupei de pionieri
- Heini Göbel – plutonierul de la manutanță
- Vicco von Bülow – plutonierul de stat-major Zeisler
- Til Kiwe – purtătorul Crucii de Fier
- Johannes Buzalski – soldatul rănit
- Alexander Hunzinger – fruntașul
- Herma Hochwarter – femeia de serviciu la Forst
- Emil Josef Hunek – civilul în vârstă

## Premii și nominalizări
- 1960 - Globul de Aur
  - Cel mai bun film într-o limbă străină
- 1961 - National Board of Review
  - Cel mai bun film într-o limbă străină
- 1960 - Oscar
  - Nominalizare la Cel mai bun film străin
- 1960 - Semana Internacional de Cine de Valladolid
  - Spicul de Argint